# Axolot Games
Axolot Games — 
Axolot Games — это независимая игровая студия, основанная в Швеции. Она известна своими проектами, которые часто сочетают элементы креативного строительства и приключений. Одним из самых известных их проектов является игра "Trailmakers", в которой игроки могут строить различные транспортные средства и исследовать открытый мир.
Студия акцентирует внимание на инновационном игровом процессе и взаимодействии с игроками, что позволяет им создавать уникальные и увлекательные игры. Axolot Games активно поддерживает свою игровую аудиторию, выпуская обновления и расширения для своих проектов.
На данный момент Axolot Games известна следующими играми:
Игры:
Trailmakers (2019)
Платформы: PC, Xbox One, PlayStation 4, Nintendo Switch
Описание: Игроки строят различные транспортные средства, чтобы исследовать открытый мир, решать головоломки и участвовать в гонках.
Grapple Dog (2022)
Платформы: PC, Nintendo Switch
Описание: Платформер, в котором игрок управляет собакой с возможностью захвата объектов, исследует красочные уровни и решает головоломки.
Axolotl (в разработке)
Описание: Игра, в которой игроки управляют милыми существами, исследуя подводный мир и выполняя различные задачи.
The Last Train (в разработке)
Описание: Игра, в которой игроки управляют поездом, исследуя мир и выполняя различные миссии.
RoboCraft (в разработке)
Описание: Игра, в которой игроки создают роботов и сражаются друг с другом в многопользовательских боях.
Награды:
Trailmakers:
Номинации на различные игровые премии, включая Indie Prize и другие.
Положительные отзывы от критиков и игроков за инновационный геймплей и креативный подход.
Grapple Dog:
Получила положительные отзывы за дизайн уровней и механики игры.
Номинации на независимых игровых фестивалях.
Axolot Games продолжает развиваться и работать над новыми проектами, поэтому список их игр может расширяться.

Scrap Mechanic
Дата выхода: 2020 (в раннем доступе с 2016 года)
Платформы: PC
Описание: Это многопользовательская игра о строительстве, где игроки могут создавать различные механизмы и транспортные средства, используя множество деталей и компонентов. Игра предлагает как одиночный, так и многопользовательский режим, позволяя игрокам исследовать мир, решать головоломки и участвовать в различных испытаниях.
Основные особенности:
Креативный режим, позволяющий игрокам строить любые конструкции.
Механика физики, которая позволяет создавать сложные механизмы.
Возможность совместной игры с друзьями.
Scrap Mechanic также получила положительные отзывы за свою креативность и возможности для строительства.
1. ↑  https://www.dnb.com/business-directory/company-profiles.axolot_games_ab.9e2fe2fe18d366e95fd71f23ef8487f5.html